# David Locke Webster
David Locke Webster (* 6. November 1888 in Boston, Massachusetts; † 17. Dezember 1976 in Palo Alto, Kalifornien) war ein US-amerikanischer Physiker an der Stanford University.

## Leben und Wirken
David L. Webster erwarb an der Harvard University 1910 einen Bachelor und 1913 bei Theodore Lyman mit der Arbeit I. On an electromagnetic theory of gravitation. II. On the existence and properties of the ether einen Ph.D. in Physik. An der Harvard University hatte er erste Lehraufgaben (Instructor), bevor er 1917 kurz an der University of Michigan tätig wurde und dann als Forschungsmitarbeiter zur United States Army einberufen wurde. 1919/20 war er Assistant Professor am Massachusetts Institute of Technology. 1920 erhielt er eine Professur an der Stanford University, die er bis zu seiner Emeritierung 1954 innehatte – unterbrochen von einer erneuten Tätigkeit für die U.S. Army 1942 bis 1945, beratend bis 1950. Nach 1954 arbeitete er noch beratend für das Tsunami-Projekt der University of Hawaiʻi, nach 1962 für die NASA.
Von 1929 bis 1948 gehörte Webster zu den Herausgebern des Reviews of Modern Physics, 1933 bis 1935 des American Physics Teacher. 1930 war er eines der Gründungsmitglieder der American Association of Physics Teachers (AAPT).
Webster befasste sich mit Röntgenstrahlung, mit elektromagnetischen Wellen der Dezimeterwelle, mit Luftfahrt- und Raketenphysik und mit Atom- und Molekülphysik. Zu seinen Schülern zählen Paul Francis Kerr, Gerald Pearson und William Webster Hansen. In seinen späten Berufsjahren machte er sich um die Physikdidaktik verdient.
David Locke Webster war seit 1912 mit Anna Cutler Woodman verheiratet. Das Paar hatte zwei Töchter und zwei Söhne. In zweiter Ehe war er ab 1951 mit Olive Durbin Ross verheiratet. Webster starb an den Folgen einer Nierenschwäche.

## Auszeichnungen (Auswahl)
- 1918 Mitglied der American Academy of Arts and Sciences[1][2]
- 1922 Mitglied der American Philosophical Society[3]
- 1923 Mitglied der National Academy of Sciences[4]
- 1932 Präsident der Sektion Physik der American Association for the Advancement of Science
- 1935–1937 Präsident der American Association of Physics Teachers (AAPT)